# Porrón

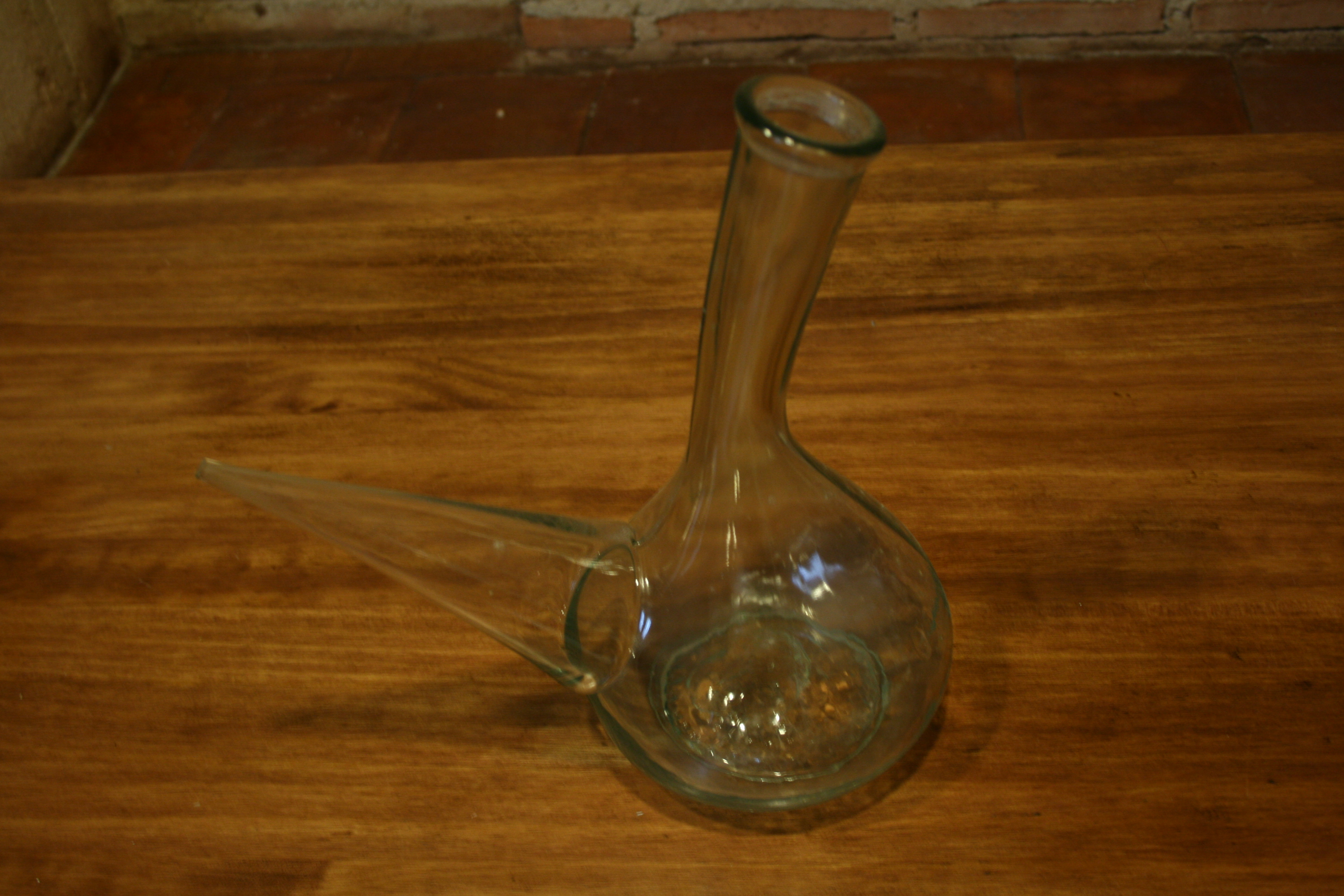
Porrón de cristal

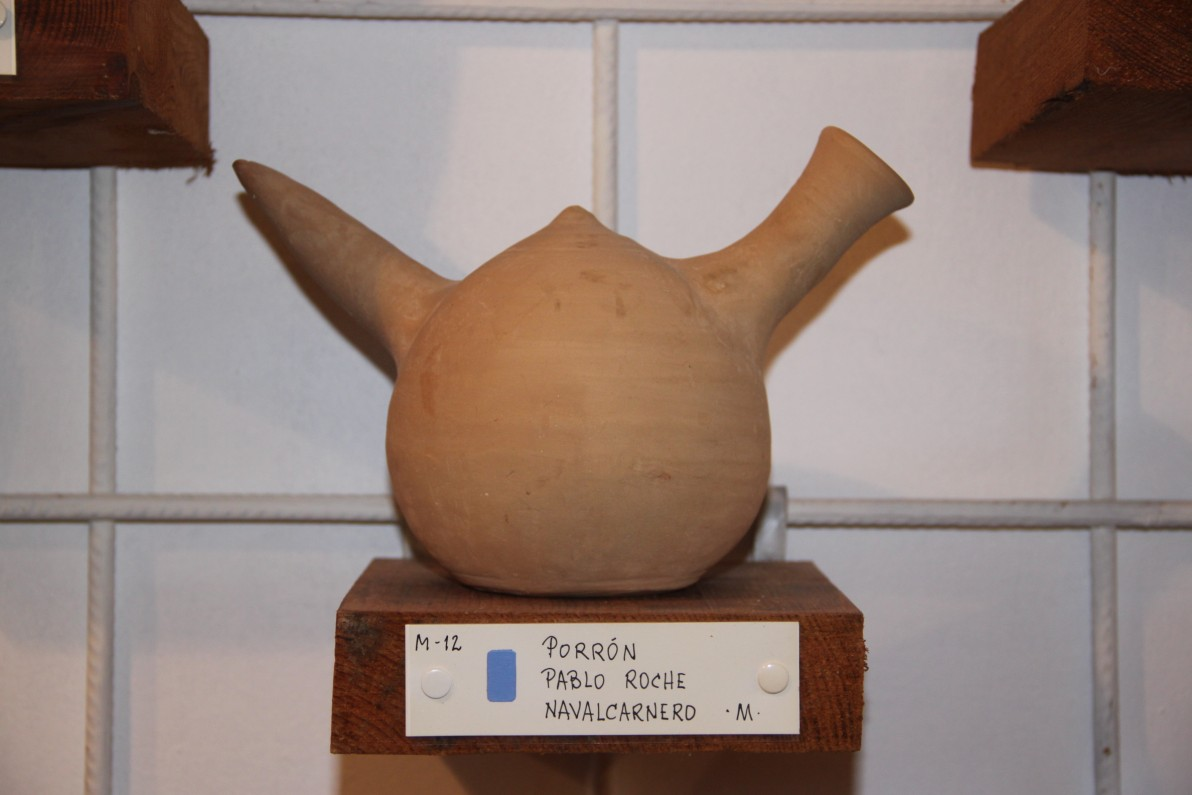
Porrón de arcilla

El porrón es un recipiente de cristal o cerámica de capacidad variable, cuyo detalle más representativo es su forma: una botella abombada en la base o de vientre abultado, con un largo pitorro acabado en punta y perforado para facilitar la salida del líquido, y un brazo largo en el lado opuesto para sostenerlo mientras se usa. También se llama porrón a la vasija de barro con forma similar usada para beber agua o vino. Usado en toda España, permite beber vino como recipiente compartido por varias personas (sin necesidad de vasos, copas, etc) y está considerado invento nacional. La mayoría de las fuentes sitúan su origen en la fusión de los cuernos de la antigüedad, y específicamente en el ritón romano, con una botella. Joan Amades teoriza que su origen se dio entre finales del siglo XIV y principios del XV en Tarragona,en cuanto al porrón de vidrio, éste se originó entre los siglos XVII y XVIII.

## Etimologías
La RAE, tras las sucesivas ediciones que desde 1737 recogen la voz 'porrón' ha ido tanteando con las etimologías posibles hasta llegar en 1992 a una solución de compromiso: «de or. inc.» (o sea, palabra de origen incierto). La voz  'porrón' podría ser de origen gascón, ya que en este idioma,  'porron'  es un derivado afixado de 'poth'  (o sea 'gallo' en gascón, del latín 'pullum') que designa la tórtola. La forma del recipiente evoca precisamente la de un ave.  En la mencionada edición de 1737, el porrón era «vasija de tierra, de que ordinariamente se usa para traher [sic] y tener agua» (así, con hache intercalada en traer). En 1817, añade a la definición la descripción «un tubo para beber», y en 1852 «especie de redoma de vidrio, que se usa en algunas provincias para beber vino por el piton [sic] que tiene en la parte inferior del cuello», muy similar a la de 1899: «Redoma de vidrio, muy usada en algunas provincias para beber vino á chorro por el largo pitón que tiene en la panza», a la que poco añade la definición más reciente.

## Historia

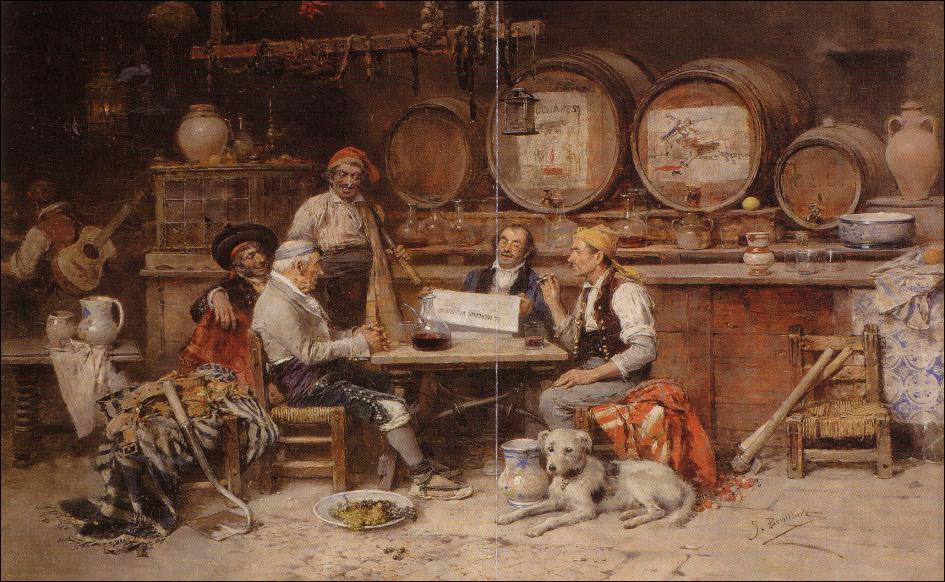
La tertulia. Una escena de costumbres pintada por José Benlliure en 1890, en la que un grupo de valencianos se reúnen en torno a un porrón en el espacio de una bodega tradicional.

Etnólogos, arqueólogos e historiadores proponen como lejano antepasado del porrón al ritón ceremonial romano y otros recipientes más o menos cornudos. Ya en 1938, el estudioso catalán Joan Amades mencionaba "ritones" con aspecto de porrones, pero señalando que «el deseo de darle un sentido más práctico que el que tenía el cuerno (el de beber a chorro) originó la fusión de dos elementos distintos, la botella y el cuerno, y de tal hermanamiento derivó el porrón. Podríamos decir que el porrón es una botella con cuerno o un cuerno con botella». La ocurrente fusión cuerno-botella debió producirse, según Amades, entre finales del siglo XIV y principios del XV, siendo el ejemplar más antiguo el conservado en el Monasterio de Poblet (Tarragona).
El ABC en el artículo: "Diez inventos españoles que pasaron a la historia" lo pone como un invento catalán.

## Usos y tipos

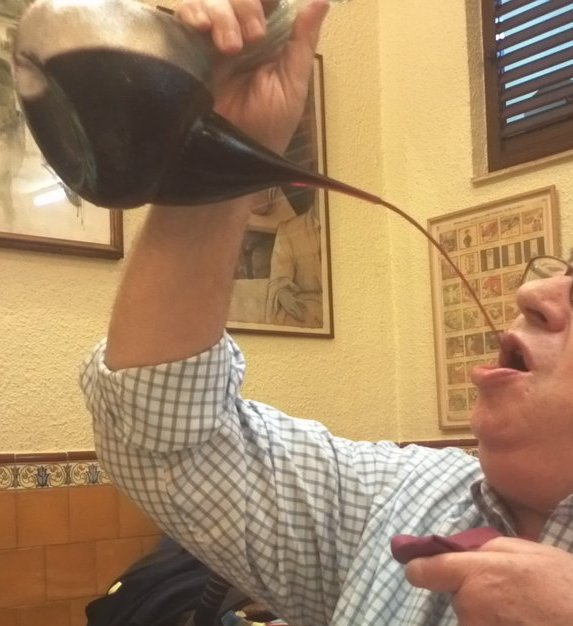
Hombre usando un porrón tradicional de cristal

### Ámbito aragonés y catalán

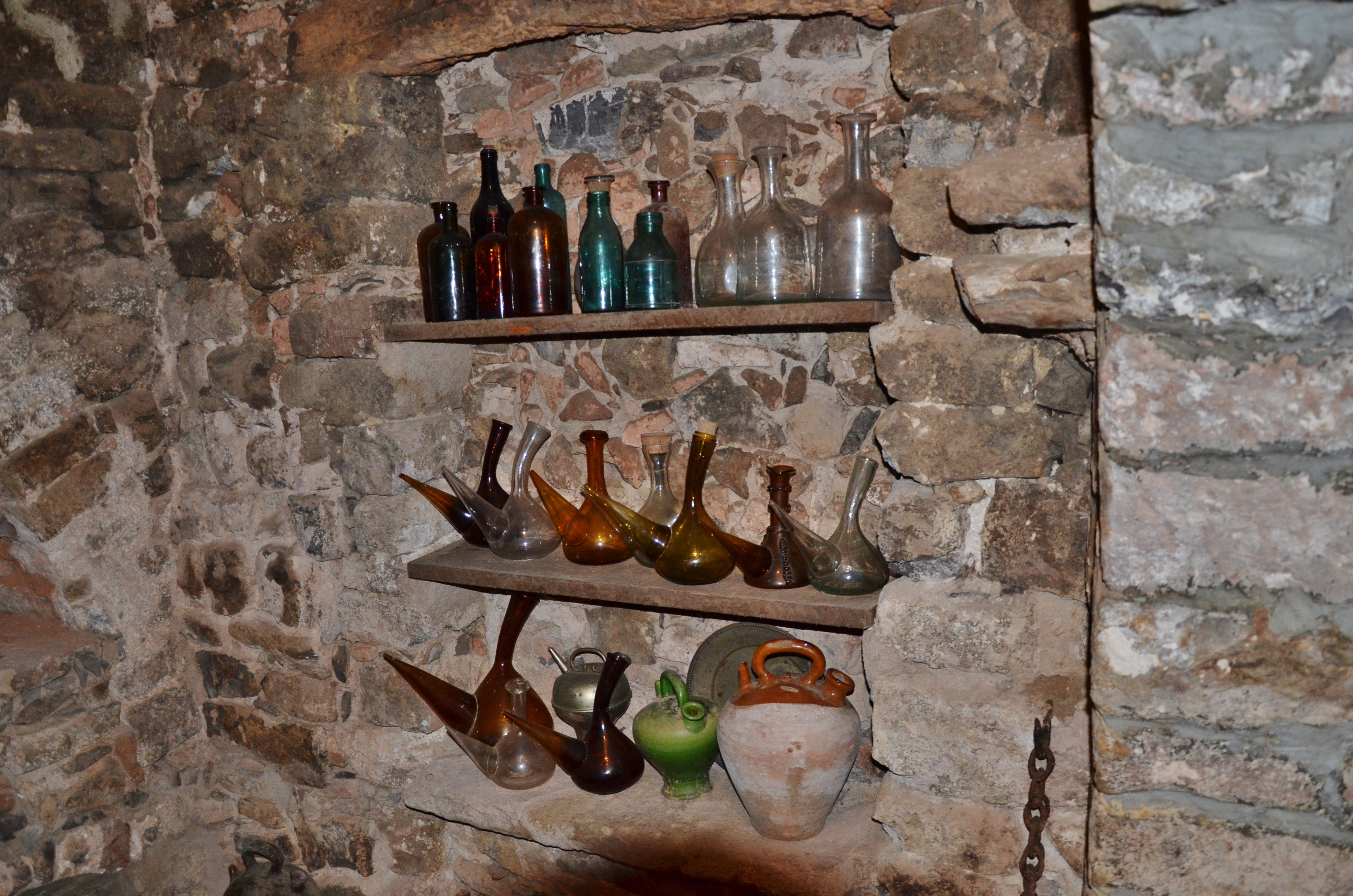
Colección de porrones procedentes de la iglesia abacial de Mas Roqueta (Avinyó, Barcelona)